# Sanja Premović
Sanja Premović (født 27. November 1992 i Berane) er en montenegrinsk håndboldspiller, som spiller for IUVENTA Michalovce og det montenegrinske landshold.